# Nuit 17 à 52
Nuit 17 à 52 is een nummer van de Franse zanger Christine and the Queens uit 2015. Het is de vijfde single van zijn debuutalbum Chaleur humaine.
In "Nuit 17 à 52" worden alle nachten die de ik-figuur met zijn geliefde doorbrengt genummerd van 1 tot 52. Nacht 52 is de nacht van de breuk. Het nummer flopte in Frankrijk met een 75e positie, terwijl het in Vlaanderen wel een klein succesje was met een 11e positie in de Tipparade.

## Tracklijst
Cd-single
1. "Nuit 17 à 52" - 3:47